# Anolis polylepis
Anolis polylepis (багатолусковий аноліс) — вид ігуаноподібних ящірок родини анолісових (Dactyloidae). Мешкає в Коста-Риці і Панамі.

## Поширення і екологія
Багатолускові аноліси мешкають на тихоокеанських схилах південної Коста-Рики і південно-західної Панами, зокрема на узбережжі затоки Дульче. Вони живуть у вологих тропічних лісах, на висоті до 1980 м над рівнем моря.